# صالحیه (نظرآباد)
صالحیه  روستایی از توابع بخش مرکزی شهرستان نظرآباد در استان البرز ایران است.
بنابر مصوبه وزارت کشور در تاریخ ۵ آبان ۱۳۸۷، نام روستای «قارپوزآباد» شهرستان آبیک در استان قزوین  به روستای «صالحیه» تغییر یافت.
فرودگاه آزادی ، تالاب صالحیه  در نزدیکی روستای صالحیه قرار دارد.

## جمعیت
این روستا در دهستان احمدآباد قرار دارد و براساس سرشماری مرکز آمار ایران در سال ۱۳۹۰، جمعیت آن ۱٬۶۷۴ نفر (۴۹۵ خانوار) بوده‌است.